# 穆德凯德
穆德凯德（Mudkhed），是印度马哈拉施特拉邦Nanded县的一个城镇。总人口18704（2001年）。

## 人口
该地2001年总人口18704人，其中男性9867人，女性8837人；0—6岁人口3127人，其中男1635人，女1492人；识字率58.32%，其中男性为66.65%，女性为49.03%。